# Tomáš Matykiewicz
Tomáš Matykiewicz (* 4. Dezember 1982 in Český Těšín) ist ein tschechischer Gewichtheber.

## Karriere
Matykiewicz erreichte bei den Weltmeisterschaften 2003 den zwölften Platz in der Klasse bis 105 kg. 2004 nahm er an den Olympischen Spielen in Athen teil, bei denen er 13. wurde. Bei den Weltmeisterschaften 2007 wurde er wegen eines Dopingverstoßes disqualifiziert und anschließend für zwei Jahre gesperrt. Nach seiner Sperre war er Zwölfter bei den Europameisterschaften 2010.